# Repositorio Nacional de Acceso Abierto a Recursos de Información Académica, Científica, Tecnológica y de Innovación (México)
El Repositorio Nacional de acceso abierto a recursos de información académica, científica, tecnológica y de innovación es una plataforma digital centralizada cuya coordinación y modelos de operación sigue estándares internacionales, que busca mantener, preservar y diseminar la información académica, científica, tecnológica y de innovación derivada de las investigaciones, productos educativos y académicos de las diferentes instituciones de investigación científica y tecnológica de México. El Repositorio Nacional de México agrega la información de los Repositorios Institucionales y demás repositorios interesados en interoperar con él a través del protocolo de cosecha de metadatos OAI-PMH para garantizar la visibilidad de los mismos.
Derivado de una serie de reformas y modificaciones a la Ley de Ciencia y Tecnología, la Ley General de Educación y la Ley Orgánica del Consejo Nacional de Ciencia y Tecnología (CONACYT), se ha implementado una Estrategia de Acceso Abierto (EAA). Esta estrategia busca proveer acceso a través del Repositorio Nacional y sin requerimientos de suscripción, registro o pago, a las investigaciones, materiales educativos, académicos, científicos, tecnológicos y de innovación, financiados total o parcialmente con recursos públicos o que hayan utilizado infraestructura pública en su realización. Esto respetando las disposiciones en materia de patentes, protección de la propiedad intelectual o industrial, seguridad nacional y derechos de autor, entre otras. Así como de aquella información que, por razón de su naturaleza o decisión del autor, sea confidencial o reservada.
De acuerdo a los Lineamientos Generales para el Repositorio Nacional y los Repositorios Institucionales, el Repositorio Nacional busca operar mediante el uso de estándares internacionales que permitan buscar, leer, descargar textos completos, reproducir, distribuir, importar, exportar, identificar, preservar y recuperar la información que se reúna en los Repositorios Institucionales que se adhieran.

## Antecedentes

### Modificaciones a la Ley de Ciencia y Tecnología, la Ley Orgánica del CONACYT y la Ley General de Educación
En el decreto del 20 de mayo de 2014 "por el que se reforman y adicionan diversas disposiciones de la Ley de Ciencia y Tecnología, de la Ley General de Educación y de la Ley Orgánica del Consejo Nacional de Ciencia y Tecnología Archivado el 17 de mayo de 2017 en Wayback Machine." se establece como política de Estado, la integración de todos los actores del Sistema Nacional de Ciencia, Tecnología e Innovación (SNCTI) para que el conocimiento de interés social y cultural que se genera con recursos o infraestructura públicos esté abiertamente disponible para la sociedad en general. Este documento establece que el Repositorio Nacional deberá asegurar el acopio, preservación, gestión y acceso electrónico de información y contenidos de calidad que se producen con fondos públicos. Además, se establece que será el CONACYT quien habrá de realizar la gestión, creación, operación y mantenimiento de esta plataforma.

### Lineamientos Generales para el Repositorio Nacional y los Repositorios Institucionales
El 20 de noviembre de 2014, en atención al Artículo Transitorio Segundo del Decreto por el cual se reformaron las disposiciones de la Ley de Ciencia y Tecnología, se publicaron los "Lineamientos Generales para el Repositorio Nacional y los Repositorios Institucionales". En éstos se establecen los objetivos de los lineamientos, se delimita su campo de aplicación y las atribuciones del CONACYT. También se establece la integración y funcionamiento del Comité de Acceso Abierto y los requerimientos generales para la operación de los repositorios.

### Lineamientos Técnicos del Repositorio Nacional y los Repositorios Institucionales
En atención al Artículo Transitorio Tercero se publicaron en noviembre de 2015 los "Lineamientos Técnicos del Repositorio Nacional y los Repositorios Institucionales", por parte de la Dirección Adjunta de Planeación y Evaluación. De acuerdo al sitio de Transparencia Focalizada del CONACYT, estos Lineamientos presentan los mecanismos y las especificaciones técnicas que habrán de adoptar las instituciones, repositorios existentes, investigadores y demás actores para interoperar con el Repositorio Nacional y contribuir con la Estrategia de Acceso Abierto.

### Política de Ciencia Abierta
La Política de Ciencia Abierta establecerá acciones para que cualquier interesado pueda acceder libre y gratuitamente a los materiales y recursos de información que resultan de este proceso con la posibilidad  de  usarlos,  reusarlos,  modificar los,  compartirlos  y  difundirlos  privilegiando los medios digitales. Esta Política se compone por seis programas fundamentales:
1. Programa de Revistas
2. Consorcio Nacional de Recursos de Información Científica y Tecnológica
3. Programa de Repositorios
4. Programa de Comunicación Pública de la Ciencia
5. Sistema    Integrado    de    Información    sobre Investigación    Científica,    Desarrollo Tecnológico, e Innovación
6. Programa de Conectividad

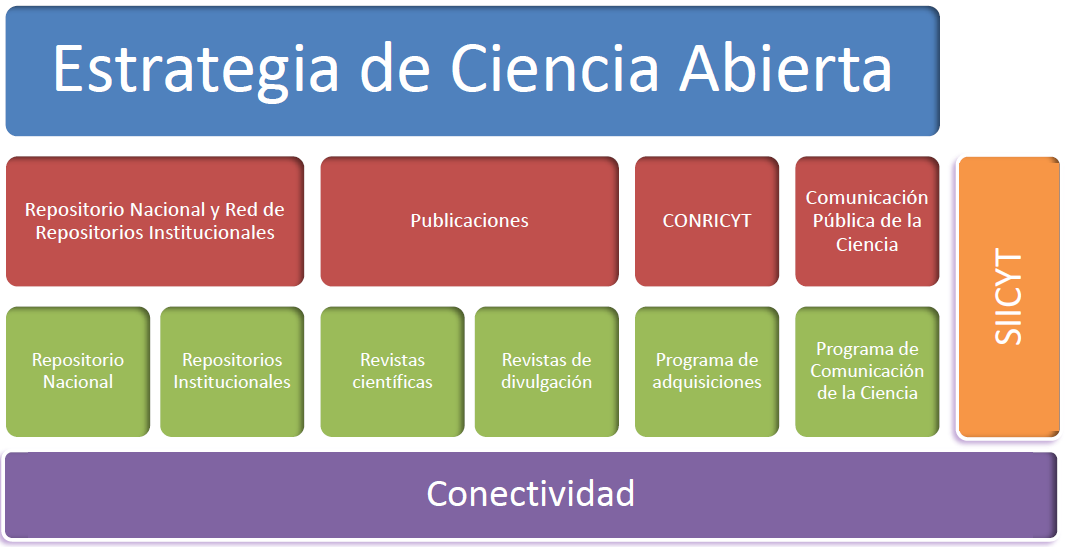

Los  principios fundamentales de Ciencia Abierta bajo los que se rigen los programas que la integran son los siguientes:
1. Máxima apertura
2. Máxima captación, transferencia del conocimiento y colaboración
3. Máxima facilidad de acceso
4. Costos mínimos o gratuidad
5. Respeto a los otros regímenes de Derecho, como la seguridad nacional, Propiedad intelectual, confidencialidad  y  reserva  de  datos,  secretos  protegidos,  entre  otros aplicables.

### Lineamientos Generales de Ciencia Abierta
Describir

### Lineamientos Jurídicos de Ciencia Abierta
Describir

### Lineamientos Específicos para Repositorios
Describir

## Repositorio Nacional de México
Los Lineamientos Técnicos para el Repositorio Nacional y los Repositorios Institucionales lo definen como un "Repositorio Nacional de Acceso Abierto a Recursos de Información Académica, Científica, Tecnológica y de Innovación, de calidad e interés social y cultural el cual consiste en una plataforma digital centralizada cuya coordinación y modelos de operación serán emitidos por el CONACYT, que siguiendo estándares internacionales, almacena, mantiene, preserva y disemina la información académica, científica, tecnológica y de innovación, la cual se deriva de las investigaciones, productos educativos y académicos".

## Repositorios Institucionales Interoperables con el Repositorio Nacional
Los Repositorios Institucionales son plataformas digitales que contienen la información académica, científica, tecnológica y de innovación de las instituciones de los sectores público, privado y gubernamental, que están vinculados con el Repositorio Nacional siguiendo los estándares internacionales previstos en los Lineamientos Técnicos.
Actualmente son 28 los Repositorios Institucionales que se encuentran interoperando con el Repositorio Nacional de México. Las primeras instituciones que los albergan y que en su mayoría pertenecen al sistema de Centros Públicos de Investigación CONACYT son las siguientes:
1. INFOTEC Centro de Investigación e Innovación en Tecnologías de la Información y Comunicación.[1]
2. Centro de Investigación y Docencia Económicas, A.C. (CIDE). [2]
3. Centro de Investigación y Estudios Superiores en Antropología Social (CIESAS).[3]
4. Centro de Innovación Apliacada en Tecnologías Competitivas (CIATEC).[4]
5. Instituto Potosino de Investigación Científica y Tecnológica (IPICYT). [5]
6. El Colegio de San Luis, A.C. (COLSAN). [6]
7. Instituto de Ecología, A.C. (INECOL). [7]
8. Centro de Investigación Científica de Yucatán, A.C. (CICY). [8]
9. Instituto de Investigaciones Dr. José María Luis Mora. [9]
10. Centro de Investigación en Química Aplicada (CIQA). [10]
11. Centro de Investigación y Asistencia en Tecnología y Diseño del Estado de Jalisco, A.C. (CIATEJ). [11]
12. Instituto Nacional de Astrofísica, Óptica y Electrónica (INAOE). [12]
13. Facultad Latinoamericana de Ciencias Sociales Sede México (FLACSO). [13]
14. Corporación Mexicana de Investigación en Materiales, S.A. de C.V. (COMIMSA). [14]
15. Centro de Investigación en Materiales Avanzados (CIMAV). [15]
16. Centro de Investigación Científica y de Educación Superior de Ensenada, Baja California (CISESE). [16]
17. Centro de Ingeniería y Desarrollo Industrial (CIDESI). [17]
18. Centro de Investigación y Desarrollo Tecnológico en Electroquímica (CIDETEQ). [18]
19. Centro de Investigaciones Biológicas del Noroeste, S.C. (CIBNOR). [19]
20. El Colegio de Michoacán A.C. (COLMICH). [20]
21. Centro de Investigación en Geografía y Geomática Ing. Jorge L. Tamayo (CENTROGEO). [21]
22. Centro de Investigaciones en Óptica, A.C. (CIO). [22]
23. Centro de Investigación en Matemáticas, A.C. (CIMAT). [23]
24. El Colegio de la Frontera Sur (ECOSUR). [24]
25. Centro de Investigación en Alimentación y Desarrollo, A.C. (CIAD). [25]
26. El Colegio de la Frontera Norte, A.C. (COLEF). [26]
27. CIATEQ, A.C. Centro de Tecnología Avanzada. [27]
28. Consejo Nacional de Ciencia y Tecnología (CONACYT). [28]

## Repositorios Institucionales de la Convocatoria 2015
Con la intención de fomentar la creación y el desarrollo de los Repositorios Institucionales, el CONACYT emitió la primera Convocatoria para Desarrollar los Repositorios Institucionales de Acceso Abierto a finales de 2015 a las Instituciones de Educación Superior públicas, Centros Públicos de Investigación e instituciones federales o estatales que realicen investigación científica, tecnología y de innovación que busquen adecuar o construir un Repositorio de Acceso Abierto de acuerdo a lo establecido en los Lineamientos Técnicos para el Repositorio Nacional y los Repositorios Institucionales.
Se recibieron 66 solicitudes y se aprobaron 36 propuestas, que se sumarán a los 27 repositorios que ya se encuentran interoperando con el Repositorio Nacional.
| Solicitud | Institución                                                                                        |
| --------- | -------------------------------------------------------------------------------------------------- |
| 267974    | El Colegio de México                                                                               |
| 267991    | UNAM Centro de Ciencias de la Atmósfera                                                            |
| 267999    | Universidad de Guadalajara                                                                         |
| 268110    | Instituto Mexicano de Tecnología del Agua                                                          |
| 268142    | Universidad Autónoma de Ciudad Juárez                                                              |
| 268273    | UNAM Instituto de Geofísica                                                                        |
| 268298    | UNAM Centro de Ciencias Genómicas                                                                  |
| 268455    | UNAM Instituto de Fisiología Celular                                                               |
| 268746    | Instituto Nacional de Salud Pública                                                                |
| 269690    | IPN Centro Interdisciplinario de Investigación para el Desarrollo Integral Regional Unidad Sinaloa |
| 270008    | UNAM Facultad de Ciencias                                                                          |
| 270058    | UNAM Facultad de Estudios Superiores Iztacala                                                      |
| 270429    | UNAM Facultad de Ciencias                                                                          |
| 270481    | Universidad Autónoma de Nuevo León                                                                 |
| 270544    | UNAM Instituto de Geofísica                                                                        |
| 270595    | Universidad Autónoma de Zacatecas                                                                  |
| 270615    | Universidad Autónoma de San Luis Potosí                                                            |
| 270645    | Universidad Juárez Autónoma de Tabasco                                                             |
| 270690    | UNAM Instituto de Investigaciones en Matemáticas Aplicadas y en Sistemas                           |
| 270920    | UNAM Dirección General de Cómputo y de Tecnologías de Información y Comunicación                   |
| 271023    | Universidad Autónoma de Baja California Sur                                                        |
| 271328    | Universidad Pedagógica Nacional                                                                    |
| 271432    | UNAM Escuela Nacional de Estudios Superiores Unidad Morelia                                        |
| 271477    | Instituto Nacional de Pediatría                                                                    |
| 271518    | Universidad Autónoma de Nayarit                                                                    |
| 271555    | Universidad Autónoma de Tamaulipas                                                                 |
| 271594    | Universidad Autónoma del Estado de Morelos                                                         |
| 271631    | Instituto Tecnológico Superior de Centla                                                           |
| 271652    | Universidad Autónoma de Chiapas                                                                    |
| 271660    | Universidad de Colima                                                                              |
| 271662    | Universidad Autónoma Metropolitana - Unidad Azcapotzalco                                           |
| 271688    | Universidad Autónoma de Yucatán                                                                    |
| 271756    | Instituto Nacional de Medicina Genómica                                                            |
| 271776    | Instituto Nacional de Psiquiatría Ramón de la Fuente Muñiz                                         |
| 271790    | Instituto Nacional de Geriatría                                                                    |
| 271795    | Universidad de Guanajuato                                                                          |

## Repositorios Institucionales de la Convocatoria 2016
El CONACYT publicó el 19 de diciembre del 2016 la segunda Convocatoria para Desarrollar Repositorios Institucionales de Acceso Abierto a la Información, la cual tiene como objetivo apoyar a aquellas instituciones públicas y privadas de México que realicen investigación científica, tecnológica y de innovación, para el desarrollo de sus repositorios. Esta Convocatoria ofrece hasta $1’000,000.00 (un millón de pesos 00/100 MX) por propuesta.
El 19 de junio de 2017 fueron publicados los resultados de esta Convocatoria, siendo 31 las propuestas aprobadas por el proceso de selección.
| Solicitud | Institución                                                                                    |
| --------- | ---------------------------------------------------------------------------------------------- |
| 280318    | Instituto Tecnológico y de Estudios Superiores de Monterrey, Campus Monterrey                  |
| 281779    | Colegio de Postgraduados                                                                       |
| 283260    | Dirección General de Divulgación de la Ciencia, UNAM                                           |
| 284117    | Centro de Investigaciones Sobre América del Norte, UNAM                                        |
| 284121    | Universidad Autónoma Metropolitana, Iztapalapa                                                 |
| 284406    | Universidad de las Américas Puebla                                                             |
| 285229    | Universidad Autónoma Agraria Antonio Narro                                                     |
| 286854    | Instituto de Química de la UNAM                                                                |
| 286953    | Departamento de Microbiología y Parasitología, Facultad de Medicina, UNAM                      |
| 286975    | Instituto de Investigaciones Sobre la Universidad y la Educación, UNAM                         |
| 287525    | Universidad Iberoamericana A.C.                                                                |
| 287653    | Universidad Politécnica de Puebla                                                              |
| 288510    | Unidad Profesional Interdisciplinaria de Ingeniería y Ciencias Sociales y Administrativas, IPN |
| 288615    | Instituto de Ciencias del Mar y Limnología, UNAM                                               |
| 288789    | Centro de Educación Continua Unidad Tijuana, IPN                                               |
| 288848    | Universidad de Sonora                                                                          |
| 288860    | Universidad de Quintana Roo                                                                    |
| 289098    | Centro de Biotecnología Genómica, IPN                                                          |
| 289118    | Universidad Panamericana                                                                       |
| 289143    | Instituto de Investigaciones Bibliotecológicas y de la Información, UNAM                       |
| 289163    | Universidad Autónoma del Estado de México                                                      |
| 289181    | Universidad Autónoma de Querétaro                                                              |
| 289183    | Benemérita y Centenaria Escuela Normal del Estado de San Luis Potosí                           |
| 289208    | Universidad Autónoma Metropolitana, Cuajimalpa                                                 |
| 289214    | Centro de Investigación y de Estudios Avanzados, IPN                                           |
| 289229    | Centro de Internacional de Mejoramiento de Maíz y Trigo Internacional (CIMMYT)                 |
| 289242    | Instituto Nacional de Electricidad y Energías Limpias                                          |
| 289245    | Universidad Autónoma Metropolitana, Lerma                                                      |
| 289284    | Instituto de Geofísica, UNAM                                                                   |
| 289299    | Universidad de Guadalajara                                                                     |
| 289416    | Universidad Tecnológica del Centro de Veracruz                                                 |

## Repositorios Institucionales de la Convocatoria 2017
El 18 de diciembre de 2017 el CONACyT publicó la Convocatoria 2017 para Desarrollar Repositorios Institucionales de Ciencia Abierta, está sería la tercera y la última de las convocatorias que el CONACyT publicaría como parte del Programa de Repositorios. Dicho programa es una de las seis acciones que integran la Política de Ciencia Abierta del CONACyT.Al igual que en las convocatorias anteriores (2015 y 2016), la convocatoria estuvo dirigida a todas aquellas instituciones mexicanas que realizan actividades de investigación científica, tecnológica y de innovación, y que cuentan con su inscripción o preinscripción en el Registro Nacional de Instituciones y Empresas Científicas y Tecnológicas (RENIECYT). Esta convocatoria también ofreció un apoyo económico de hasta $1’000,000.00 (un millón de pesos 00/100 MX) por propuesta.
Los resultados de la Convocatoria 2017 fueron publicados el 1 de junio de 2018, siendo un total de 15 las propuestas beneficiadas. El monto total del apoyo ejercido en esta convocatoria fue por $14’404,048.32 pesos mexicanos.
| Proyecto | Título del Proyecto | Institución                                       |
| -------- | --- | ------------------------------------------------- |
| 296249   | Construcción del repositorio institucional para la UTM como herramienta de apoyo a la gestión documental, académica y científica                     | Universidad Tecnológica de la Mixteca             |
| 296271   | Caxcán Repositorio Institucional de la Universidad Autónoma de Zacatecas como catalizador de la rendición de cuentas y productividad universitaria   | Universidad Autónoma de Zacatecas                 |
| 296215   | Creación del Repositorio Institucional del Instituto de Investigaciones Históricas, UNAM                                                             | Instituto de Investigaciones Históricas (UNAM)    |
| 296230   | DAR-LANIA: Una plataforma para preservar y difundir productos de investigación y desarrollos tecnológicos.                                           | Laboratorio Nacional de Informática Avanzada A.C. |
| 296181   | Repositorio Institucional (RI) de Ciencia Abierta de la Universidad Autónoma de Guerrero (UAGro)                                                     | Universidad Autónoma de Guerrero                  |
| 296201   | Repositorio Institucional del Tecnológico Nacional de México                                                                                         | Tecnológico Nacional de México                    |
| 296291   | Repositorio Institucional de Ciencia Abierta - RUNACAR                                                                                               | Universidad Autónoma del Carmen                   |
| 296202   | Athenea Digital FFyL | Facultad De Filosofía y Letras (UNAM)             |
| 296247   | Proyecto de Creación del Repositorio Institucional de Acceso Abierto RIAA - BUAP                                                                     | Benemérita Universidad Autónoma de Puebla         |
| 296259   | Consolidación del Repositorio Institucional de Acceso Abierto en la Universidad de Guanajuato                                                        | Universidad de Guanajuato                         |
| 296240   | Consolidación del Repositorio Institucional Aramara-UAN de Ciencia Abierta                                                                           | Universidad Autónoma de Nayarit                   |
| 293875   | Repositorio Institucional Facultad de Medicina UNAM Departamento de Microbiología y Parasitología                                                    | Facultad de Medicina (UNAM)                       |
| 296267   | Desarrollo del Repositorio Institucional UNICACH | Universidad de Ciencias y Artes de Chiapas        |
| 296258   | Repositorio de Acceso Abierto Centro Interdisciplinario de Investigación para el Desarrollo Integral Regional Unidad Oaxaca (CIIDIR)                 | Instituto Politécnico Nacional                    |
| 296174   | Implementación de un Sistema de Gestión de la Investigación (CRIS) para la mejora y poblamiento del Repositorio Institucional Ninive de la U.A.S.L.P | Universidad Autónoma de San Luis Potosí           |